# Kursächsische Distanzsäule Johanngeorgenstadt

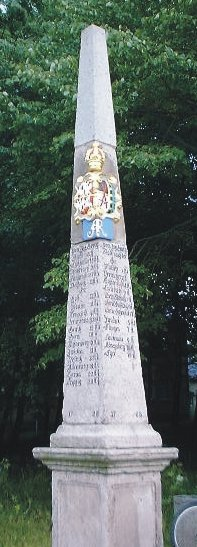
Postmeilensäule in Johanngeorgenstadt

Die denkmalgeschützte Distanzsäule Johanngeorgenstadt gehört zu den kursächsischen Postmeilensäulen, die im Auftrag des Kurfürsten Friedrich August I. von Sachsen durch den Land- und Grenzkommissar Adam Friedrich Zürner in der ersten Hälfte des 18. Jahrhunderts im Kurfürstentum Sachsen errichtet wurden. Sie befindet sich auf einem kleinen Schmuckplatz in unmittelbarer Nähe des früheren Hauptpostamtes in der Neustadt der westerzgebirgischen Stadt Johanngeorgenstadt im Erzgebirgskreis.

## Geschichte

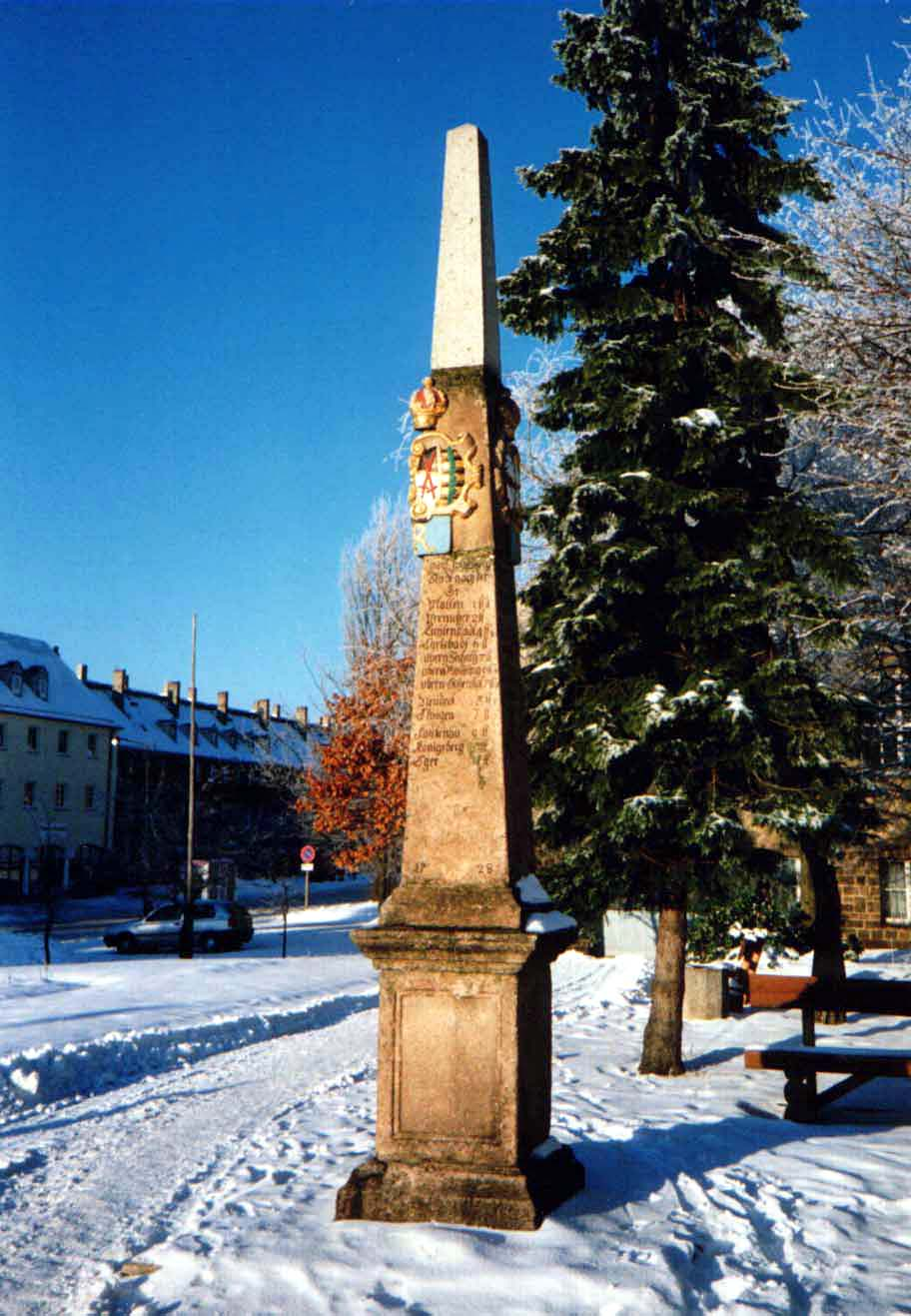
Postmeilensäule in der Neustadt

Johanngeorgenstadt erhielt als eine der ersten Städte in Sachsen 1725 eine Ganz- und eine Halbmeilensäule sowie einen Viertelmeilenstein. Eine wappengeschmückte Distanzsäule wurde am 11. August 1728 auf dem Marktplatz errichtet. Das Setzen der Säule sollte ursprünglich 45 Taler kosten, letztendlich wurden es mehr als 62 Taler. Die Säule wurde vom Steinmetz Matthias Lambacher hergestellt. Sie besteht aus in der Nähe von Brettmühl gewonnenem Granit. Das Wappenstück der Säule stellte der Freiberger Steinmetz aus Niederschönaer Sandstein her.
Um 1900 ließ Alban Tittel die Säule durch den Erzgebirgszweigverein restaurieren.
Durch den Bergbau der SDAG Wismut nahm der Verkehr auf dem Johanngeorgenstädter Marktplatz zu Beginn der 1950er Jahre ungemein zu. Ein rückwärtsfahrender Lastwagen rammte die Säule, wodurch sie ihre Spitze verlor. Es wird vermutet, dass sie auf die Ladefläche stürzte und abtransportiert wurde. Fortan stand die Säule ohne Spitze auf dem Markt.
Nach der Ergänzung der fehlenden Spitze wurde die Distanzsäule umgesetzt, denn fast alle Häuser am Marktplatz waren ab 1953 abgerissen worden. Ihren neuen Standort fand die Säule vor dem Hauptpostamt in der Neustadt. Beim Wiederaufbau wurde das Wappen um 90 Grad verdreht aufgesetzt. 1977 wurde die Säule grundlegend restauriert.

## Aufbau
Die Postdistanzsäule besteht aus sieben Teilen. Sockel, Postament und Postamentbekrönung bilden den Unterbau. Der Oberbau besteht aus Zwischenplatte, Schaft, Wappenstück und Aufsatz.